# Myzostoma nigromaculatum
Myzostoma nigromaculatum is een ringworm uit de familie Myzostomatidae.
Myzostoma nigromaculatum werd in 1998 voor het eerst wetenschappelijk beschreven door Eeckhaut, Grygier & Deheyn.